# Нептун (береговий ракетний комплекс)
РК-360МЦ «Нептун» — український береговий мобільний ракетний комплекс з протикорабельними ракетами Р-360 Нептун. Призначений для ураження бойових кораблів класів крейсер, есмінець, фрегат, корвет, а також десантних, танкодесантних кораблів і транспортів, які діють як самостійно, так і в складі груп.
До складу комплексу входять: командний пункт РКП-360, пускова установка УСПУ-360 з транспортно-пусковими контейнерами ТПК-360, транспортно-заряджальна машина ТЗМ-360, транспортна машина ТМ-360.
Здобув всесвітню славу 13 квітня 2022 року, коли з нього було знищено російський ракетний крейсер «Москва» — флагман Чорноморського флоту РФ.[⇨]

## Історія

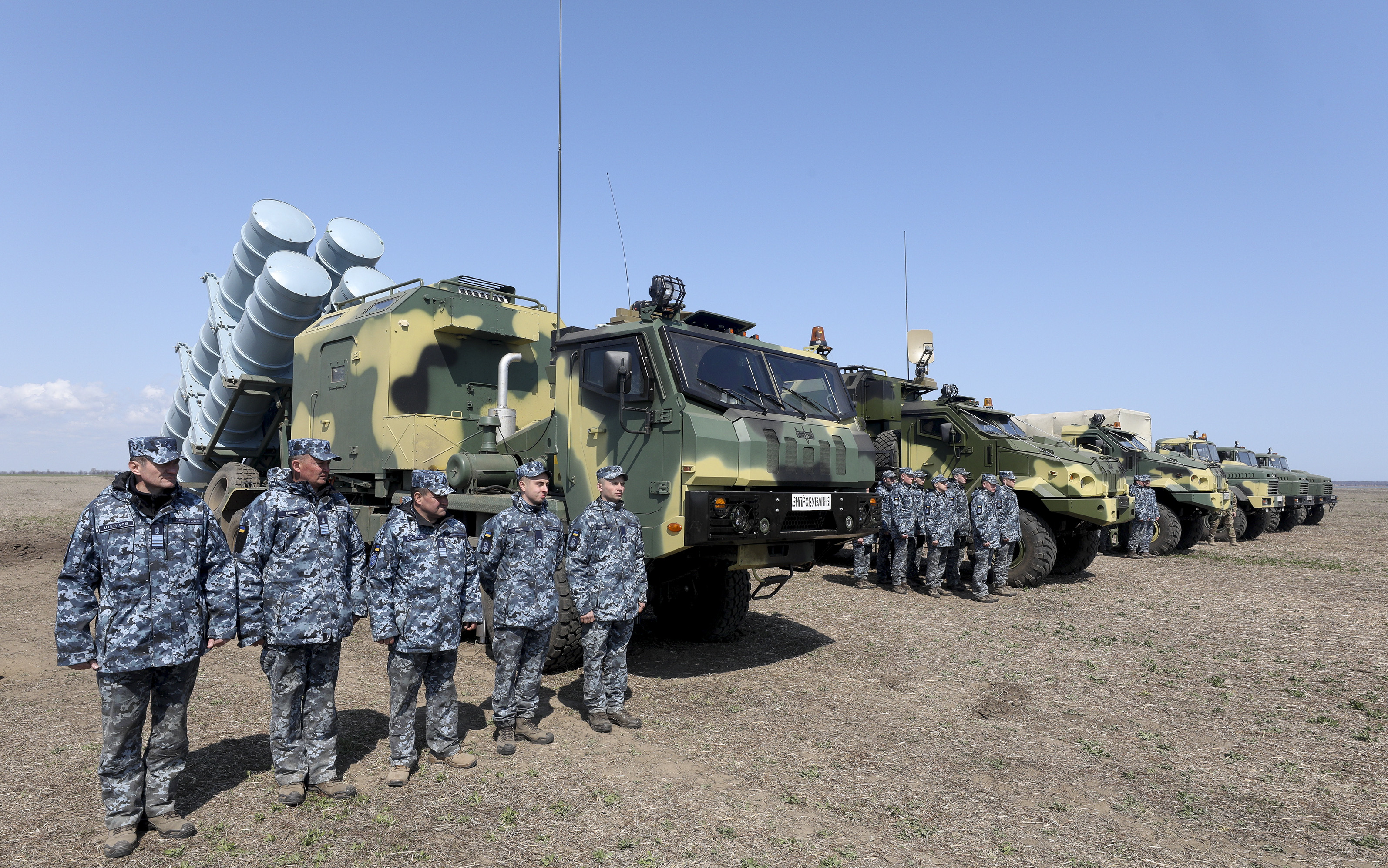
Машини першого дослідного комплексу РК-360МЦ «Нептун», 5 квітня 2019.

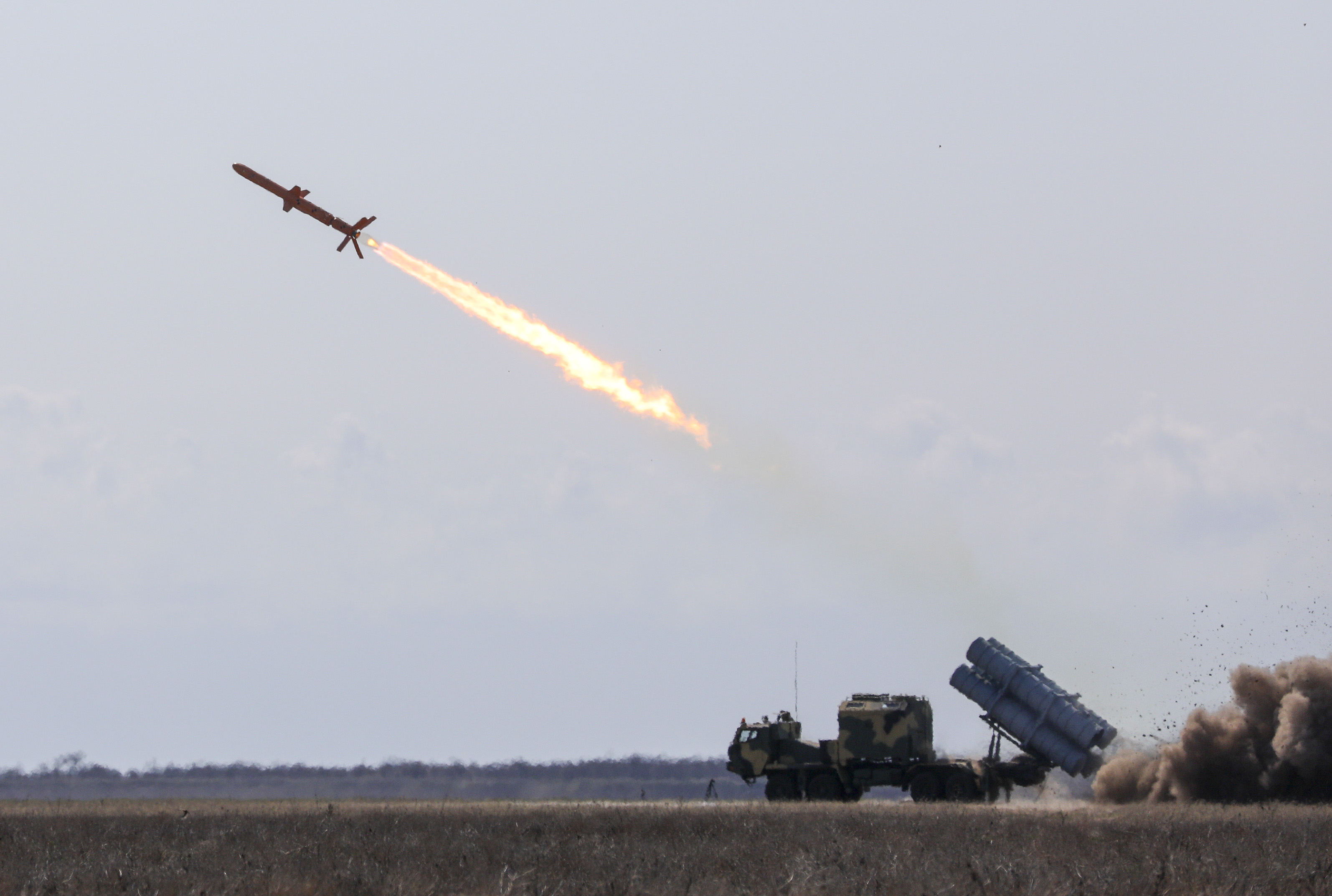
Пуск ракети на випробуваннях, 5 квітня 2019.

Нову протикорабельну ракету на КБ «Луч» почали розробляти ще у 2010 році з ініціативи Генерального конструктора — Генерального директора ДККБ «Луч» Олега Коростельова. Тоді такі проєкти вважалися недоречними. Особливо за відсутністю коштів на оборонні потреби, які не вважалися пріоритетними.
У 2013 році пройшли перші так звані «броскові» випробування макету ракети на полігоні під Черніговом. У 2015 році про нову зброю було сказано вголос, хоча вигляд ракети був втаємничений. Саме з цього часу робота над проєктом пришвидшилась, хоча без проблем та пауз знову не обійшлось.
За словами Олега Коростельова розробка всього комплексу РК-360МЦ «Нептун» включно з крилатою ракетою та всіма машинами коштувало Україні лише близько 40 млн дол. США. Саме стільки було потрібно ДККБ «Луч» до доведення комплексу берегової оборони до державних випробувань, які успішно завершились прийняттям на озброєння у серпні 2020 року.
У лютому 2019 року на виставці IDEX-2019 вперше широкому загалу було представлено макет наземного комплексу «Нептун».
5 квітня 2019 року на полігоні в Одеській області пройшли випробування комплексу РК-360МЦ «Нептун». За словами тодішнього президента України Петра Порошенка, який був присутнім під час випробувань, комплекс мав бути прийнятий на озброєння у надзвичайно короткий термін, причому не тільки Військово-морських сил України, а й Сухопутних військ ЗСУ.
27 травня 2019 року відбулися чергові вогневі випробування оновленої ракети Р-360 «Нептун».
31 березня та 2 квітня 2020 року в ході одного з етапів заводських випробувань ракета Р-360 комплексу РК-360МЦ «Нептун» уразила морську мішень на заданій дальності.
Із 26 по 30 травня 2020 року на полігоні «Алібей» відбулися чергові випробування. Особливостями цього етапу випробувань стало те, що бойові пуски ракет здійснювали по двох морських цілях практично водночас — з пускової установки залпом вийшли дві ракети з інтервалом дві секунди одна після одної.
23 серпня 2020 року комплекс РК-360МЦ «Нептун» прийнято на озброєння ЗСУ.
У вересні 2020 року під час практичної фази стратегічних командно-штабних навчань «Об'єднані зусилля — 2020» вперше брав участь підрозділ озброєний комплексом РК-360МЦ «Нептун». Було відпрацьовано знищення корабля противника. Особовий склад висунувся на визначену позицію, провів необхідні дії для розгортання пускової установки комплексу, отримав наказ на ураження та після імітування пуску знявся з позиції.
20 жовтня 2020 року Міністерство оборони України повідомило, що було ухвалене рішення перерозподілу коштів державного оборонного замовлення цього року для придбання берегового комплексу «Нептун»:
Мали відбутись всі передбачені процедури. Тепер комплекс може замовлятись і закуповуватись як серійний зразок. Найближчим часом сформуємо офіційне замовлення, завдання щодо кількості та термінів їх постачання. Необхідні кошти для закупівлі у наявності.

### Зміна шасі

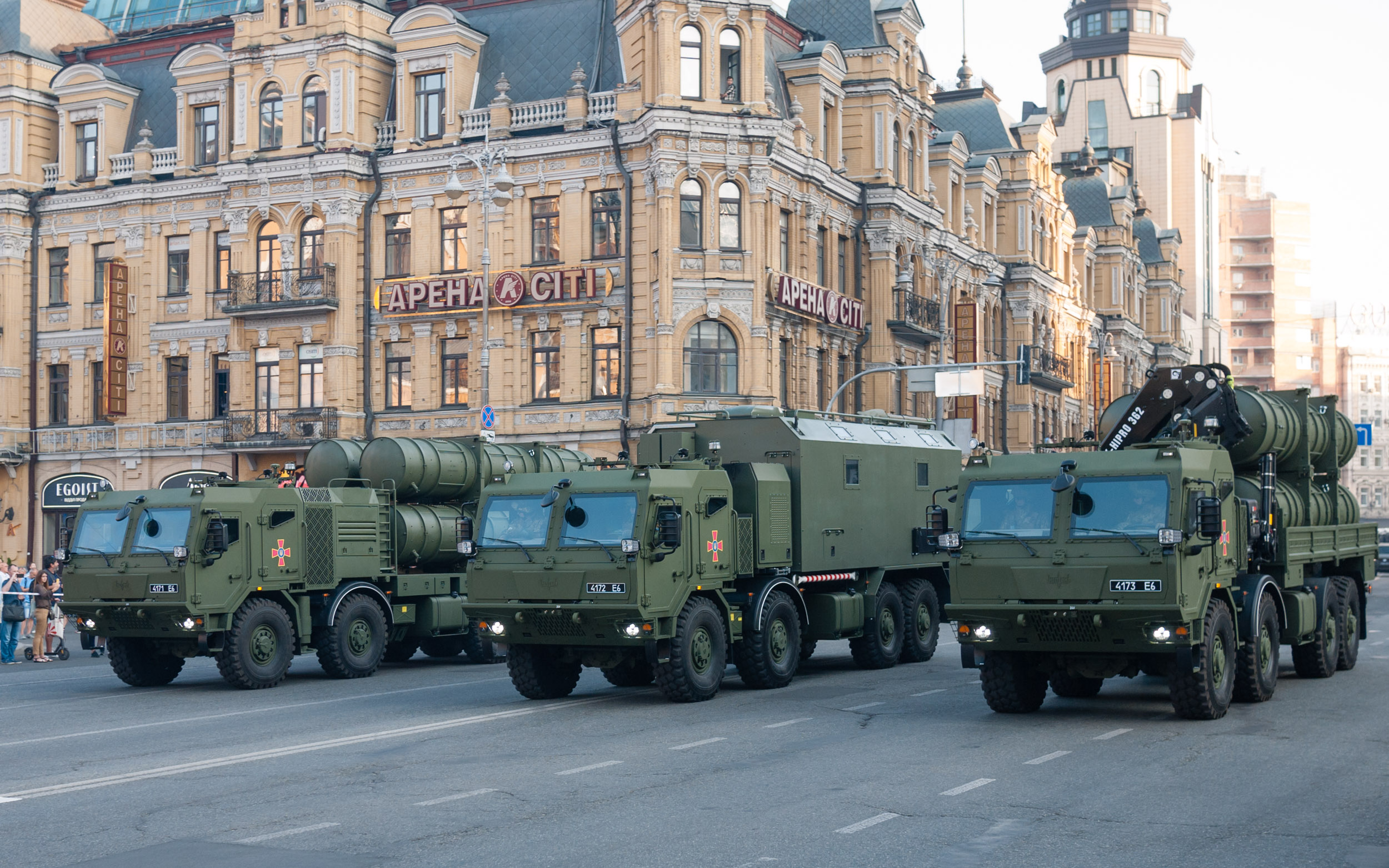
Перший серійний комплекс на шасі Tatra 815-7, репетиція параду на честь дня Незалежності України, 2021 рік

У травні 2021 року Міністерство оборони України повідомило, що дослідні зразки шасі КрАЗ-7634НЕ, на яких було розміщено перші елементи протикорабельного комплексу «Нептун», на випробуваннях показали негативні результати та низьку надійність, про що було складено акт попередніх випробувань від Міноборони та ДК «Укроборонпром». Спільне рішення Міноборони та ДП «ДККБ Луч», як головного розробника комплексу, полягало в заміні шасі на шасі компанії «Татра». Одна з причин — незадовільний фінансово-економічний стан ПрАТ «АвтоКрАЗ», яке було неспроможне забезпечити доопрацювання шасі та виробництво його в необхідній кількості й у визначений термін.

### Серійне виробництво
Станом на початок 2022 року тривали ходові випробовування першої серійної пускової установки протикорабельних ракет. Під час цих тестів перевірялася робота гідравліки установки та її систем у зимових польових умовах. За словами командувача ВМС ЗС України Олексія Неїжпапи, перший дивізіон берегових протикорабельних комплексів «Нептун» буде передано флоту до квітня 2022-го року.
У другій половині січня 2022 року КБ «Луч» повідомило про початок виробництва другого серійного дивізіону берегових протикорабельних комплексів «Нептун».

## Опис

### Призначення
Комплекс призначений для контролю територіальних вод і проливних зон, захисту військово-морських баз, інших берегових об'єктів та інфраструктури узбережжя, а також захисту узбережжя на небезпечних напрямках ймовірного висадження десанту.

### Дивізіон
До складу дивізіону РК-360 МЦ «Нептун» входить:
- рухомий командний пункт дивізіону РКП-360
- 6 уніфікованих пускових установок УСПУ-360
- 6 транспортно-заряджальних машин ТЗМ-360
- 6 транспортних машин ТМ-360

На озброєнні дивізіону перебуває 72 ракети Р-360: по чотири в кожній пусковій установці, транспортно-заряджальній машині та стільки ж на транспортній машині.

### Склад

#### Рухомий командний пункт РКП-360

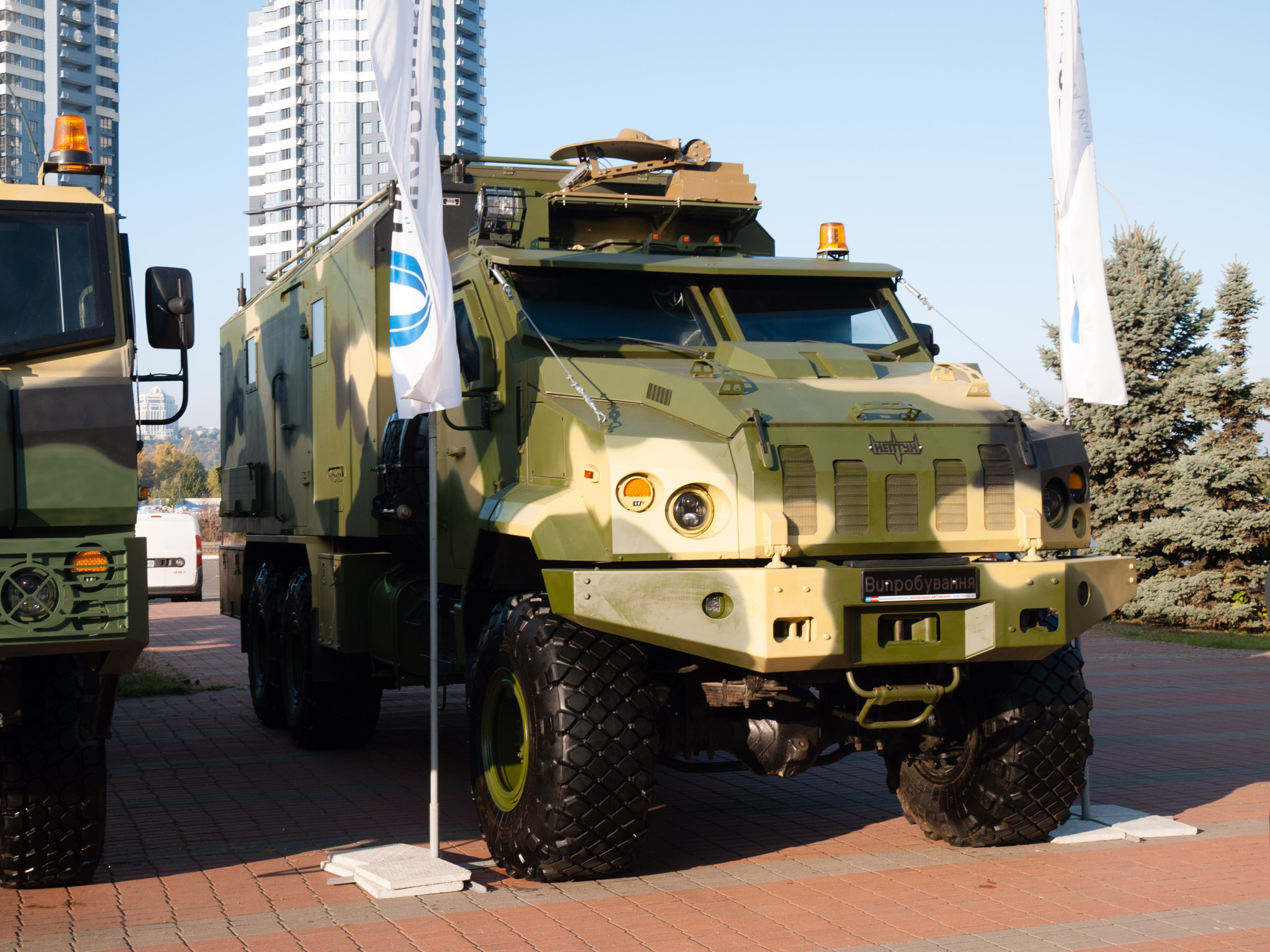
Дослідний РКП-360 на шасі КрАЗ-6322, 2019 рік.
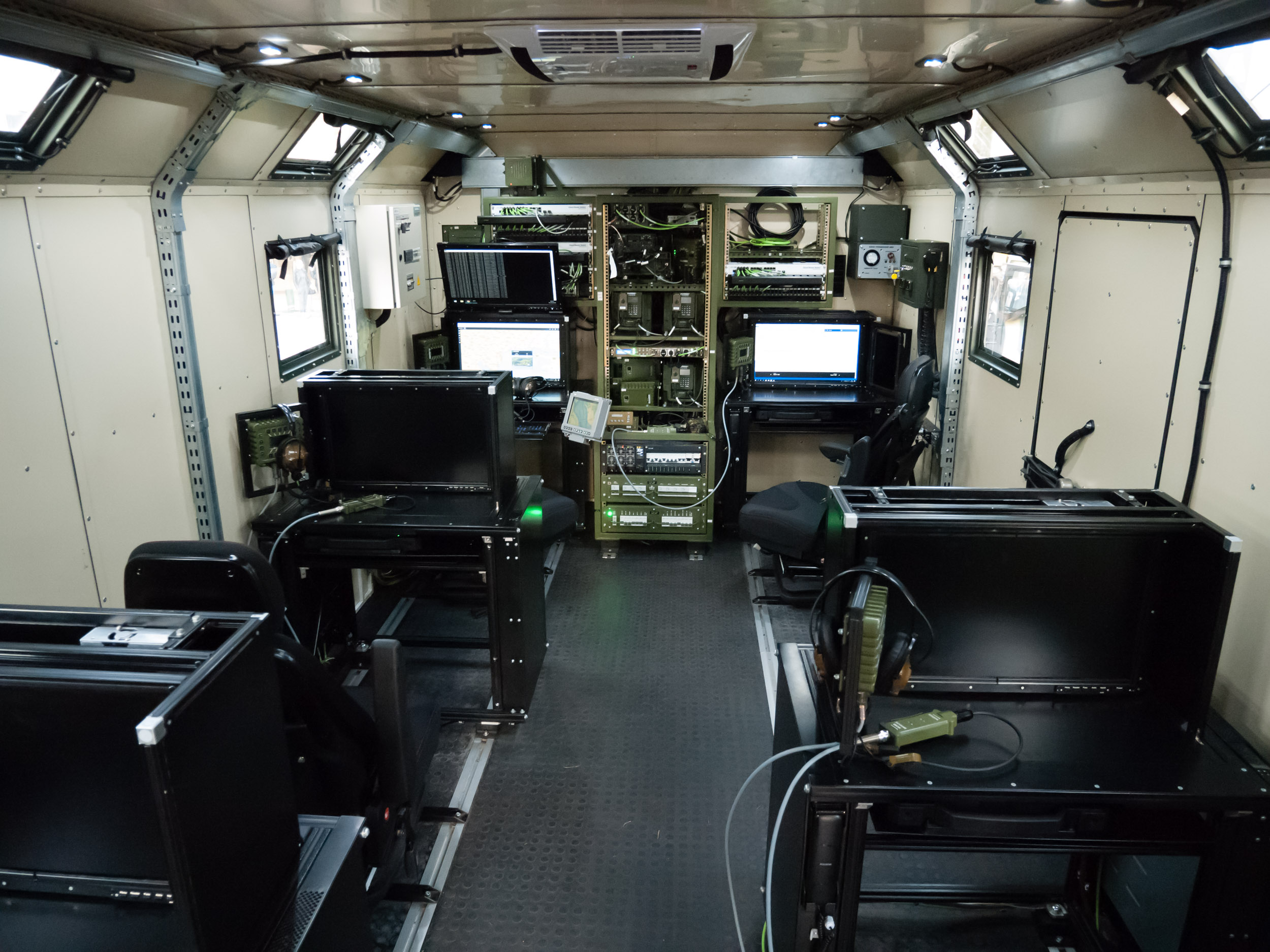
Всередині командного пункту, 2019 рік.
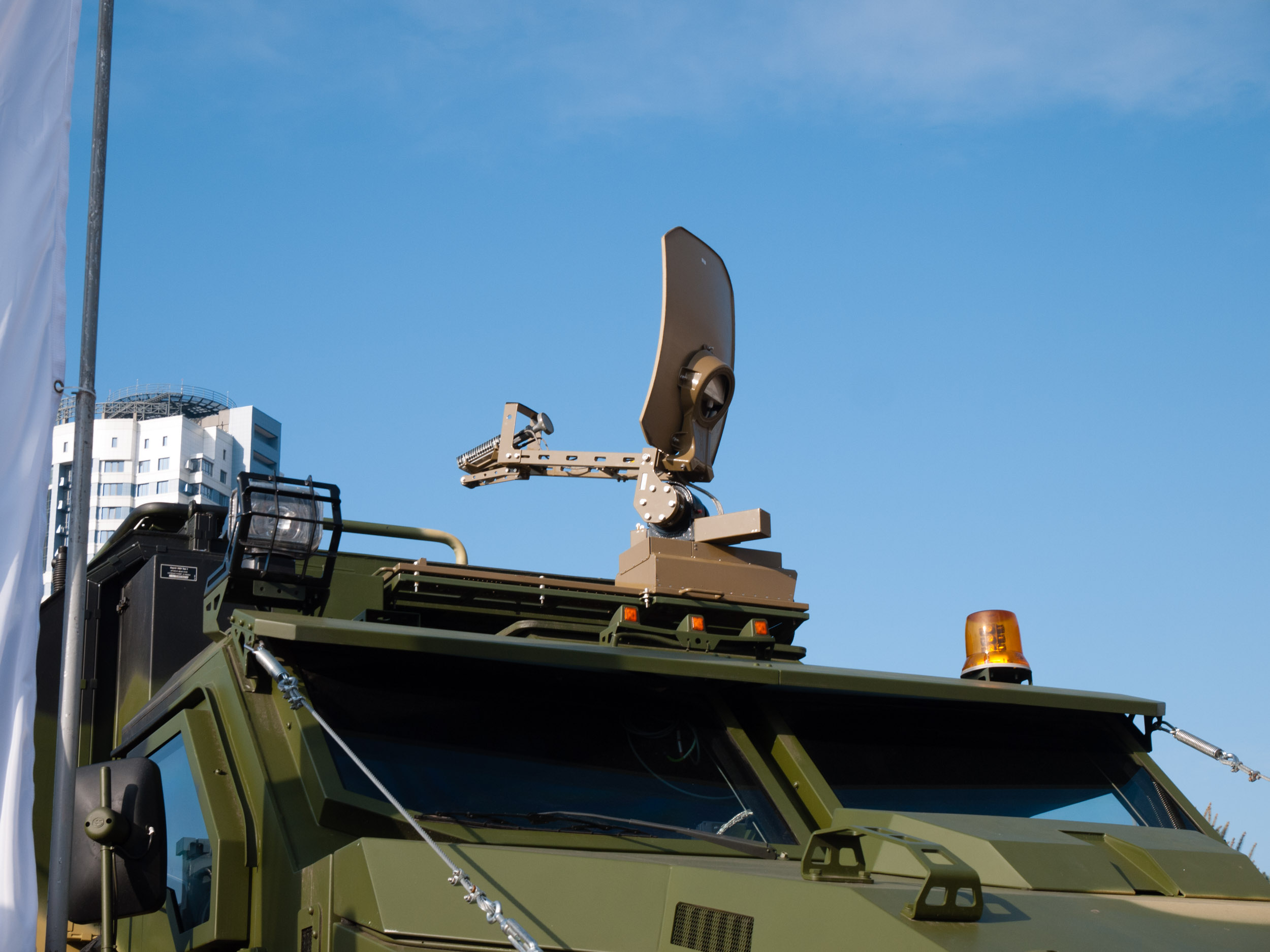
Супутниковий зв'язок
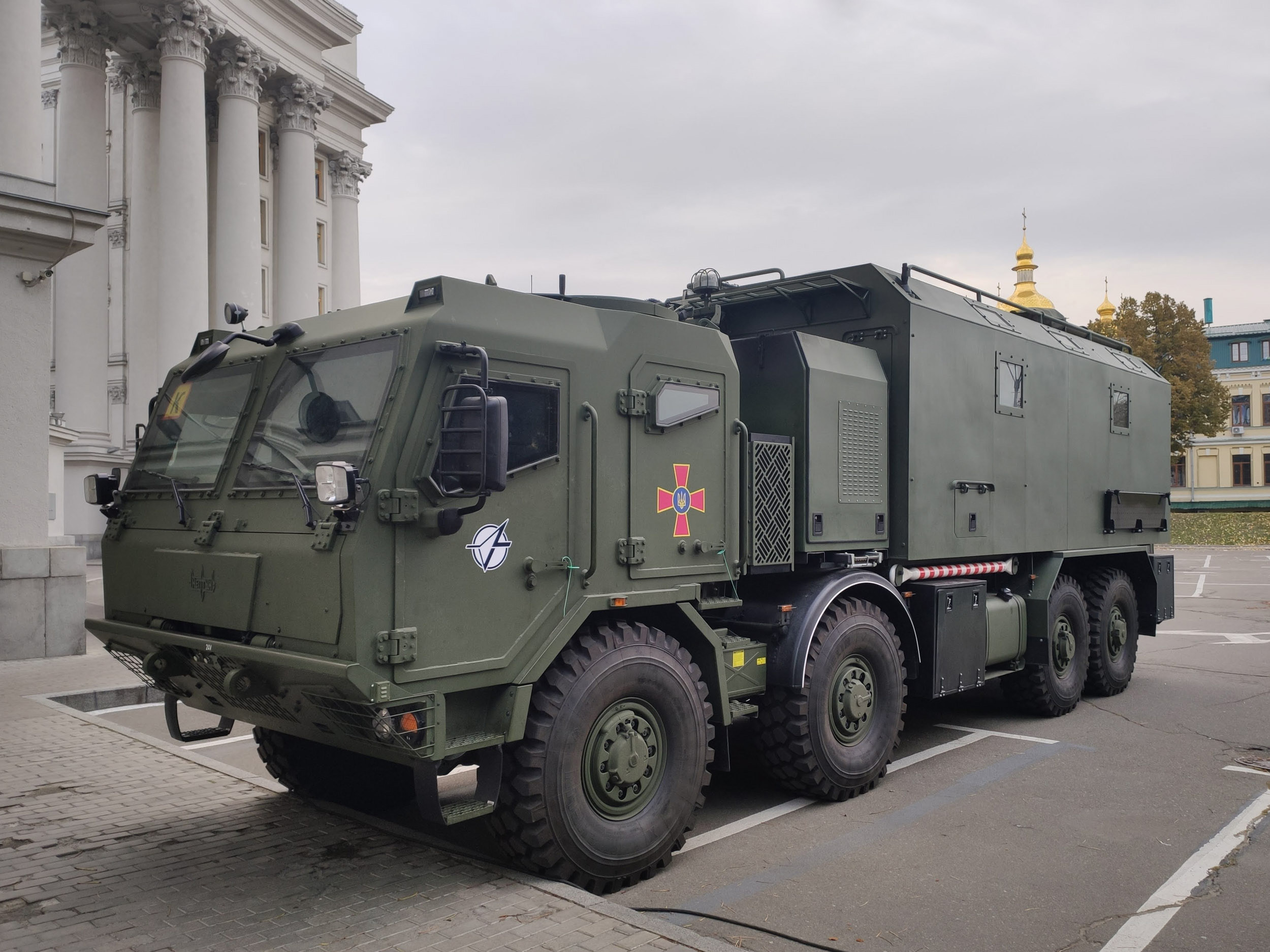
РКП-360 першого серійного комплексу на шасі Tatra 815-7
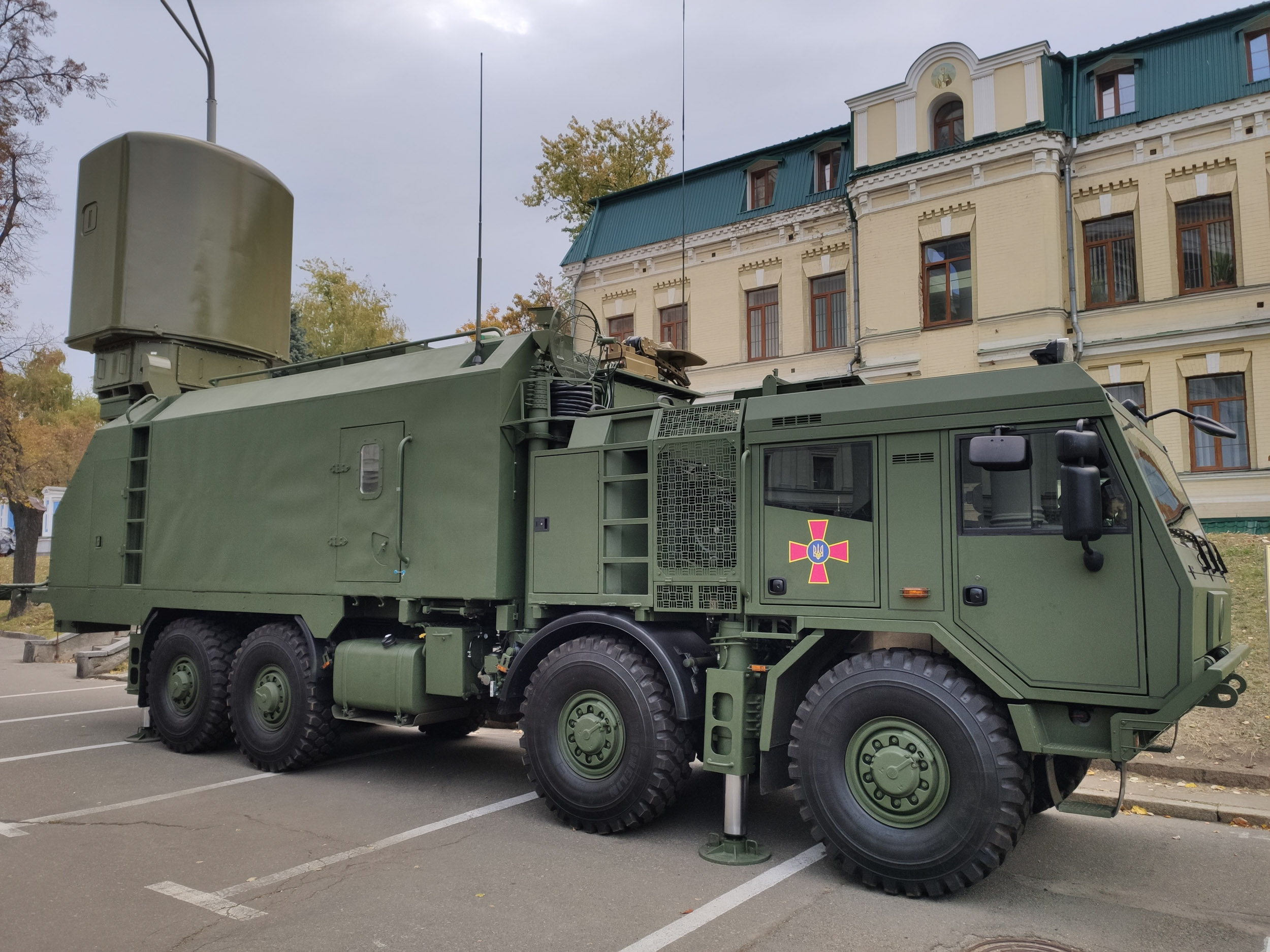
РЛС висвітлення надводної обстановки та видачі цілевказівки Мінерал-У

Рухомий командний пункт РКП-360 призначений для автоматизованого управління складовими частинами комплексу 360МЦ, забезпечення стійкого зв'язку зі старшим начальником та елементами комплексу. Керування всім комплексом «Нептун», тобто пусковими установками, транспортними та транспортно — заряджальними машинами, здійснюється саме з нього. Тобто один командний пункт керує одночасно 18 іншими машинами, які забезпечують знищення цілей, перезаряджання та транспортування додаткових крилатих ракет. Види зв'язку: супутниковий, КХ, УКХ. Розрахунок — 5 осіб. Максимальний час розгортання — не більше 10 хвилин.
Саме у РКП-360 розташоване робоче місце командира дивізіону, який отримує всі необхідні дані про цілі через цифрову систему управління військами. На 2020 рік на робочих місцях розрахунку використовується система «Дельта». Ця система дозволяє через захищений супутниковий зв'язок передати інформацію про тип цілі, її точні координати та швидкість. Ці дані можуть формуватися завдяки роботі радіолокаційних станцій як наземного, так і повітряного базування, даних зі супутників, засобів радіотехнічної розвідки, тощо.
Опрацьовані дані з командного пункту передаються у кожну ракету через зв'язок з пусковою установкою. У пам'ять ракети Р-360 записується її бойове завдання, маршрут польоту, який може мати значну кількість точок зміни курсу, а також характеристики цілі. Одразу після цього з командного пункту може передатися команда «пуск». Таким чином, командний пункт «Нептуна», якщо говорити простою мовою, це «сервер на колесах», який відповідає за отримання, обробку, а також передачу інформації та команд. Такий підхід дозволяє у рази зменшити час для запуску ракет.
Обмін цифровими даними між РКП та іншими машинами комплексу здійснюється через американські цифрові радіостанції Harris, які мають одні з найкращих показників надійності та захищеності зв'язку. А для забезпечення точного позиціонування використовується українська система супутникової навігації від «Оризон-Навігації».

#### Ракета Р-360

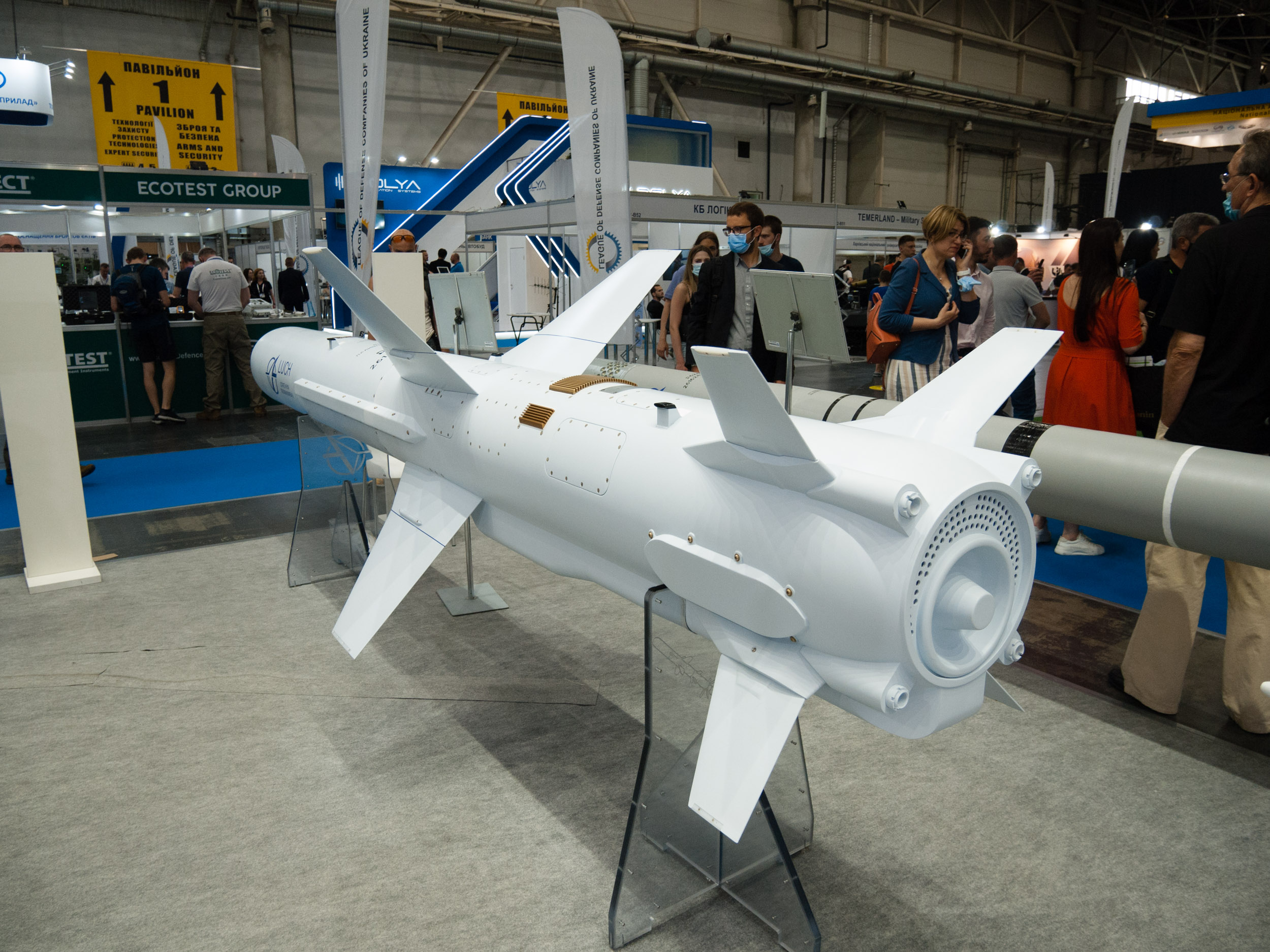
Макет ракети Р-360 на виставці «Зброя та безпека», 2021 рік
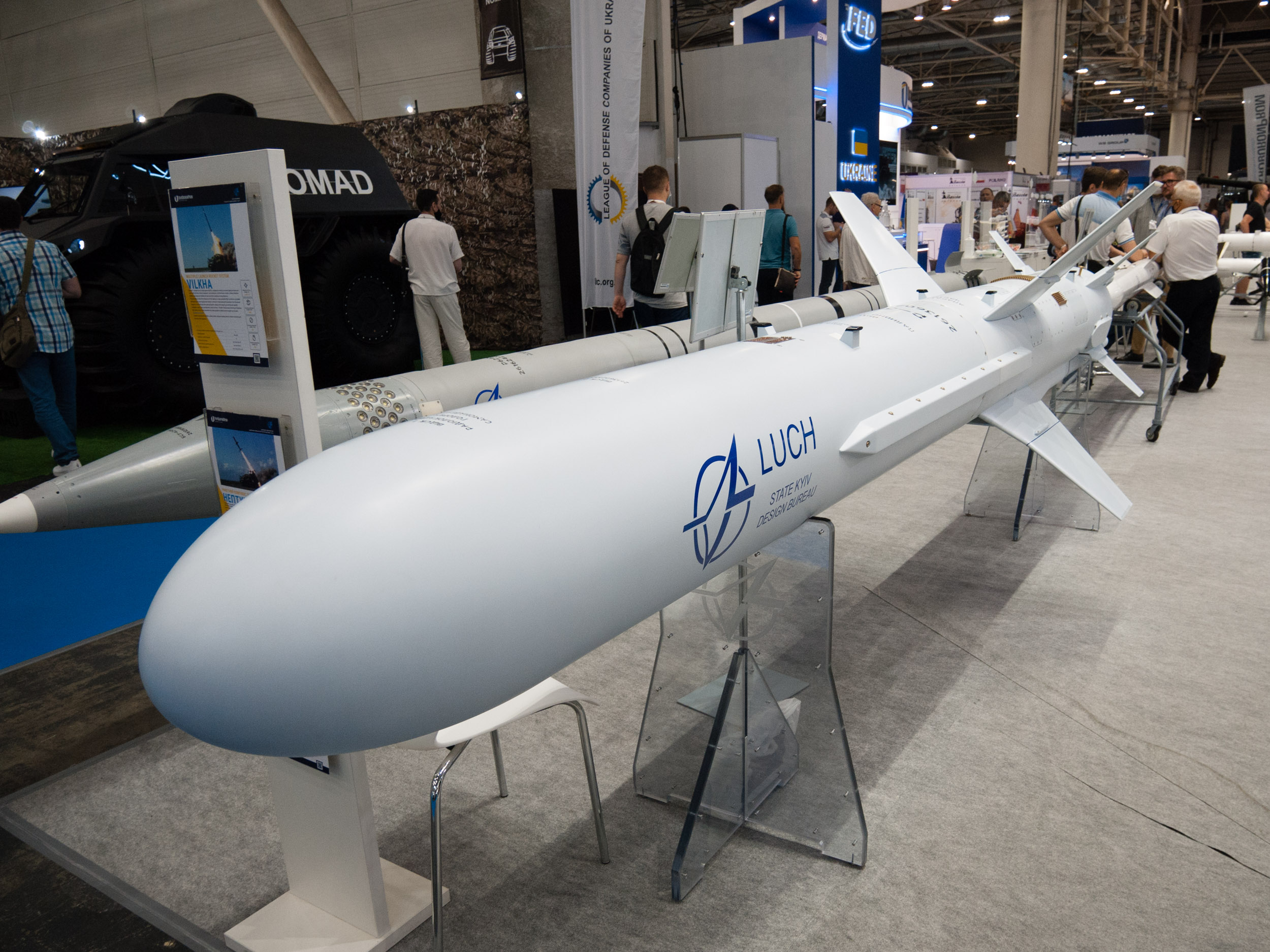
Макет ракети Р-360, інший ракурс

Ракета Р-360 має масу 870 кг, маса бойової частини — 150 кг; діаметр ракети — 380 мм; максимальна дальність пуску — 280 км. Довжина самої ракети з прискорювачем  — 5 050 мм. Діапазон висот польоту Р-360 над гребенем хвиль — від 3 до 10 м.
Одразу після команди «пуск» крилата ракета Р-360 стартує за допомоги спеціального прискорювача, який допомагає ракеті набрати необхідну стартову швидкість та вийти на задану висоту польоту.
Політ Р-360 складається з декількох етапів. Спочатку крилата ракета летить на висоті у декілька десятків метрів над поверхнею за закладеним у її пам'ять маршрутом. Для навігації використовується інерціальна система з корекцією за допомоги супутникової системи. Ця система є автопілотом, який виводить ракету у район цілі. За декілька десятків кілометрів до цілі ракета робить «гірку», піднімаючись до декількох сотень метрів і вмикає активну головку самонаведення, яка створена у компанії «Радіонікс». Ця головка здатна побачити та захопити ціль на відстані у 50 км, крім того, вона має підвищену стійкість до радіолокаційних завад противника. Також вона має надвисокі кути огляду — ±60°, тобто якщо ціль почала активно маневрувати, Р-360 все одно її побачить та полетить до неї. Для порівняння, у американській головці самонаведення AN/DSQ-28, яка використовується у протикорабельні ракеті Harpoon, максимальний кут відхилення становить ±45°.
Побачивши та розпізнавши ціль, Р-360 вираховує оптимальну траєкторію для її знищення, знижується та продовжує політ у лічених метрах від води. З урахуванням швидкості ракети у 900 км/год, від моменту захоплення цілі до її знищення проходить декілька хвилин.

#### Уніфікована пускова установка УСПУ-360

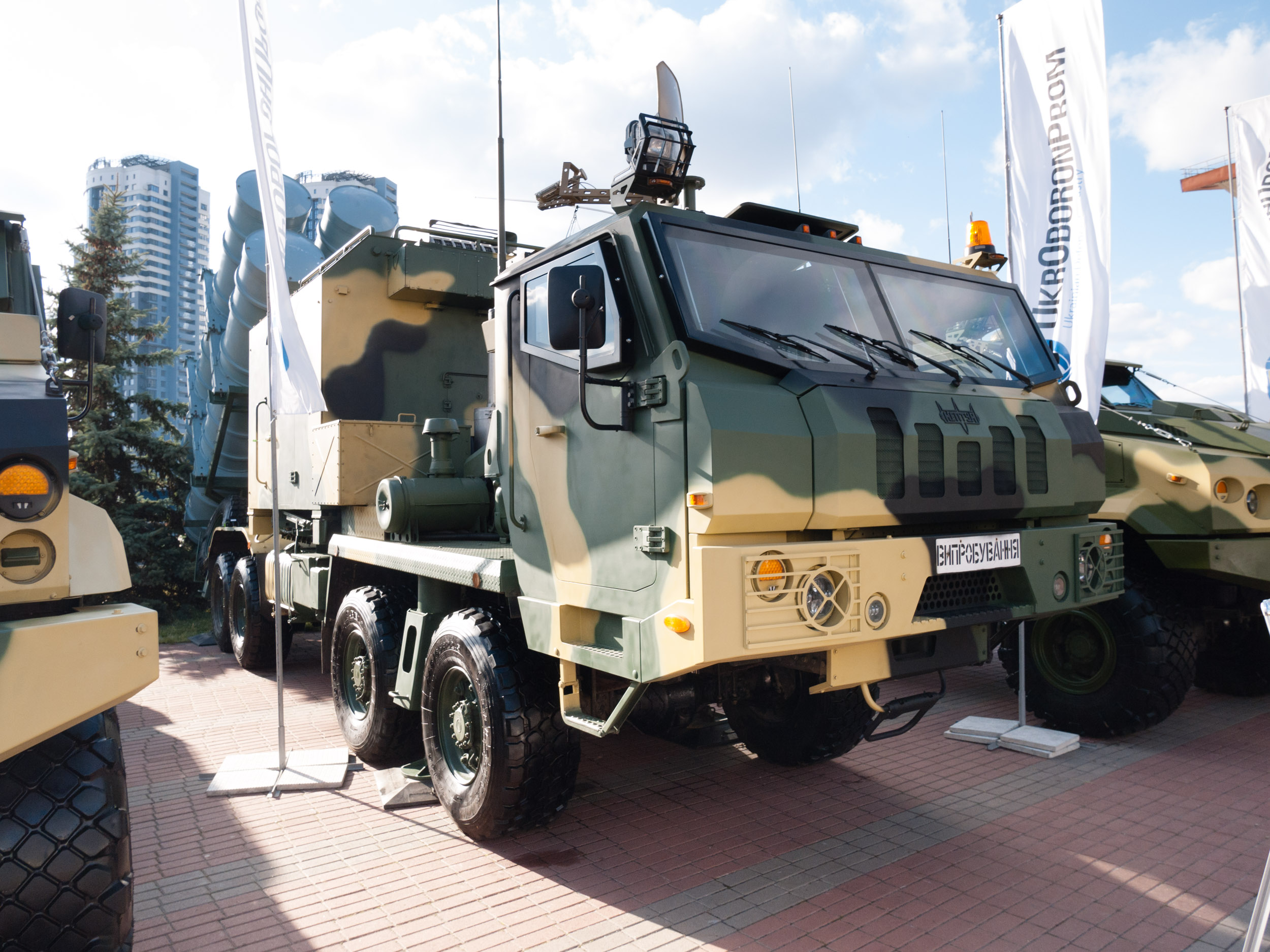
Пускова установка дослідного комплексу на шасі КрАЗ-7634НЕ, 2019 рік
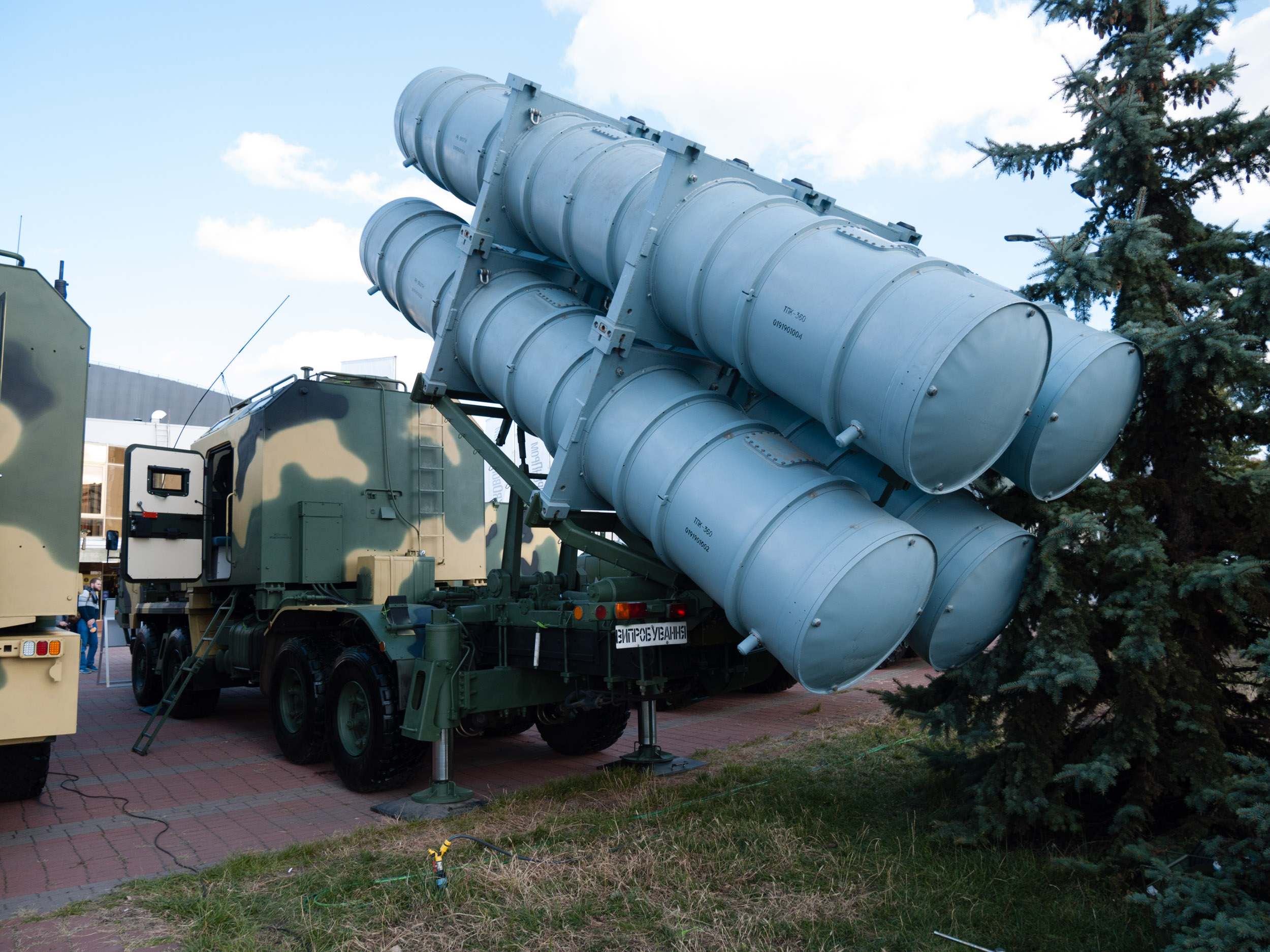
Пускова на шасі КрАЗ-7634НЕ, 2019 рік
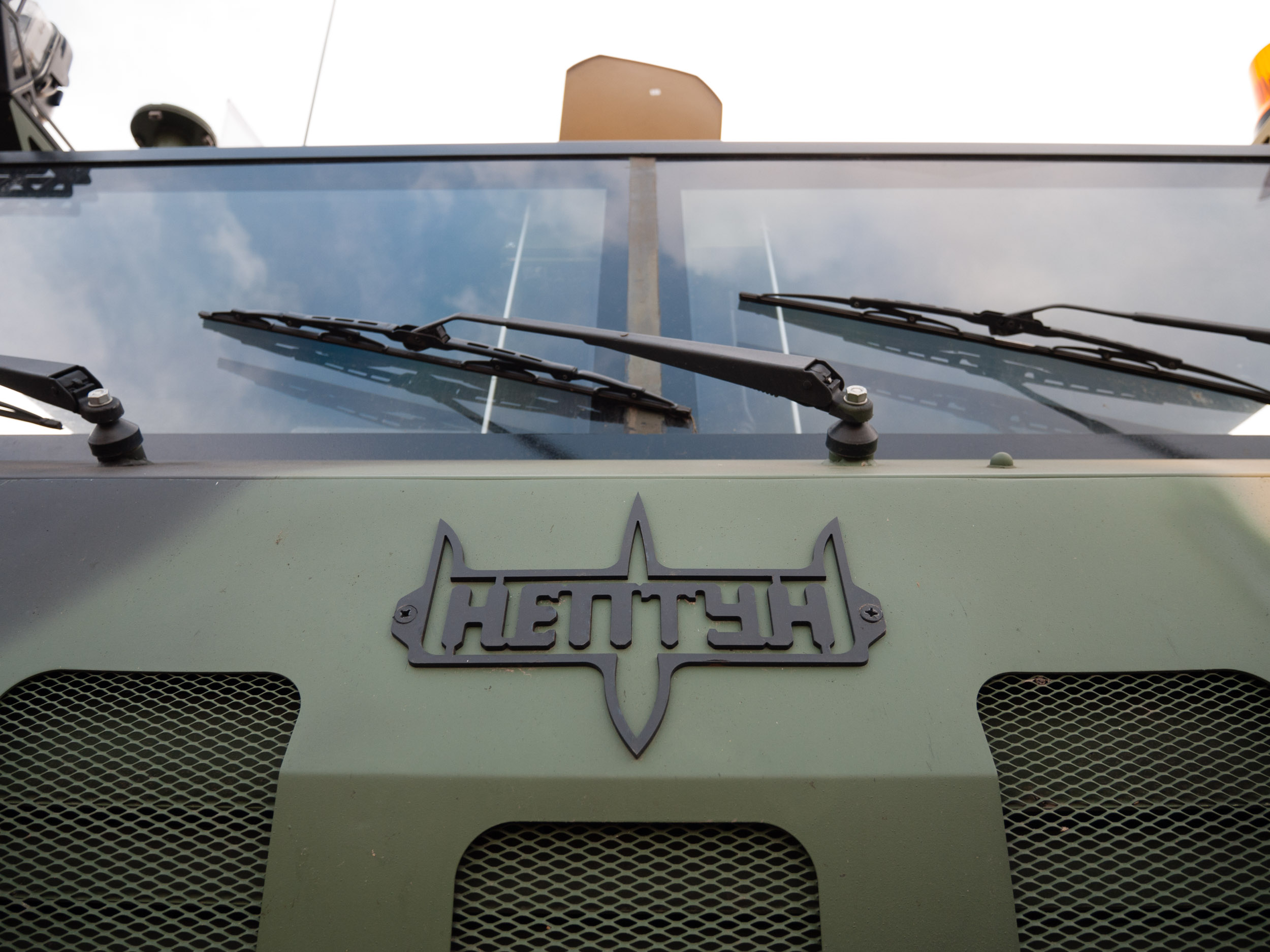
Пускова на шасі КрАЗ-7634НЕ, 2019 рік
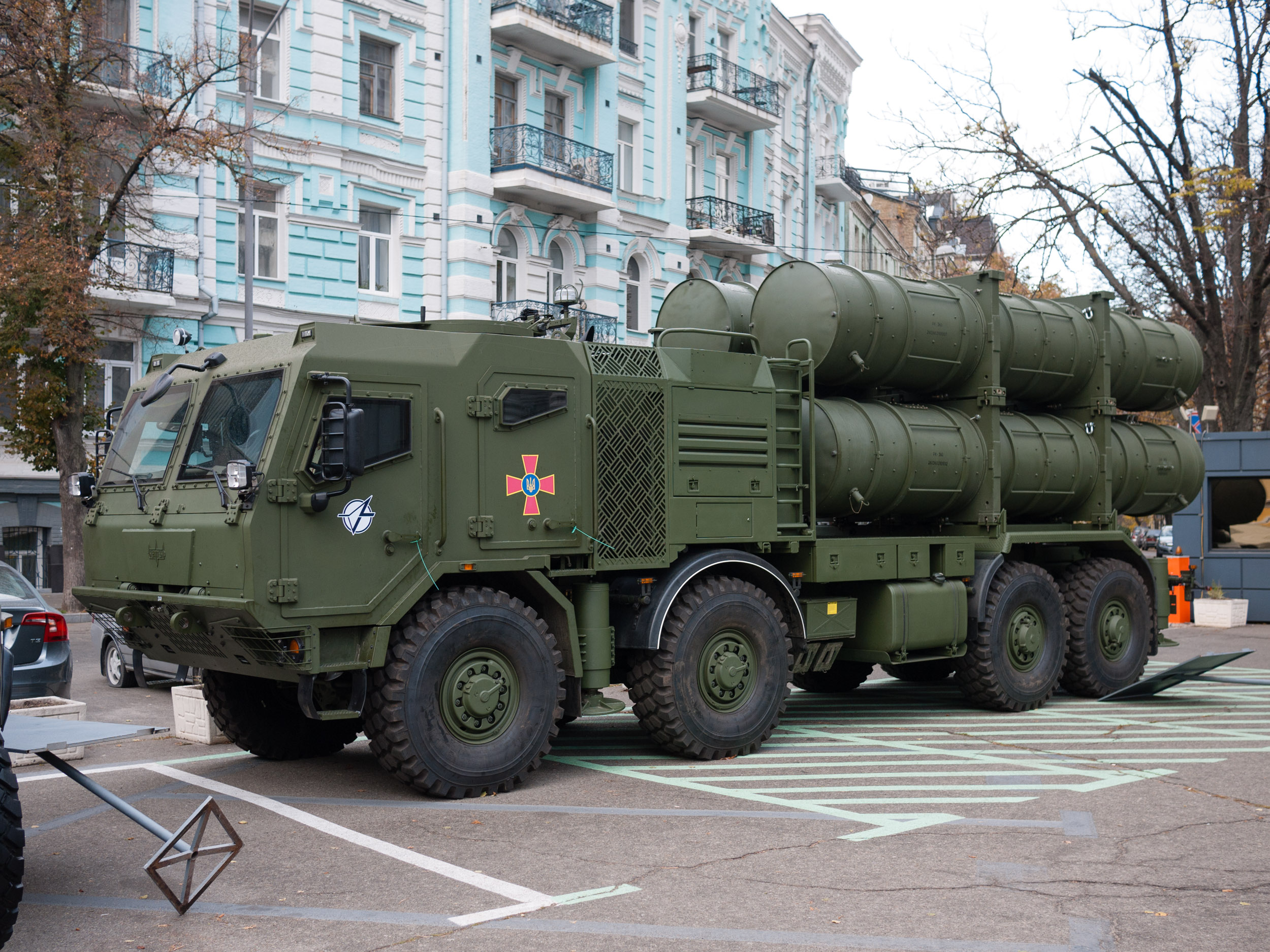
Пускова установка першого серійного комплексу на шасі Tatra 815-7, 2021 рік
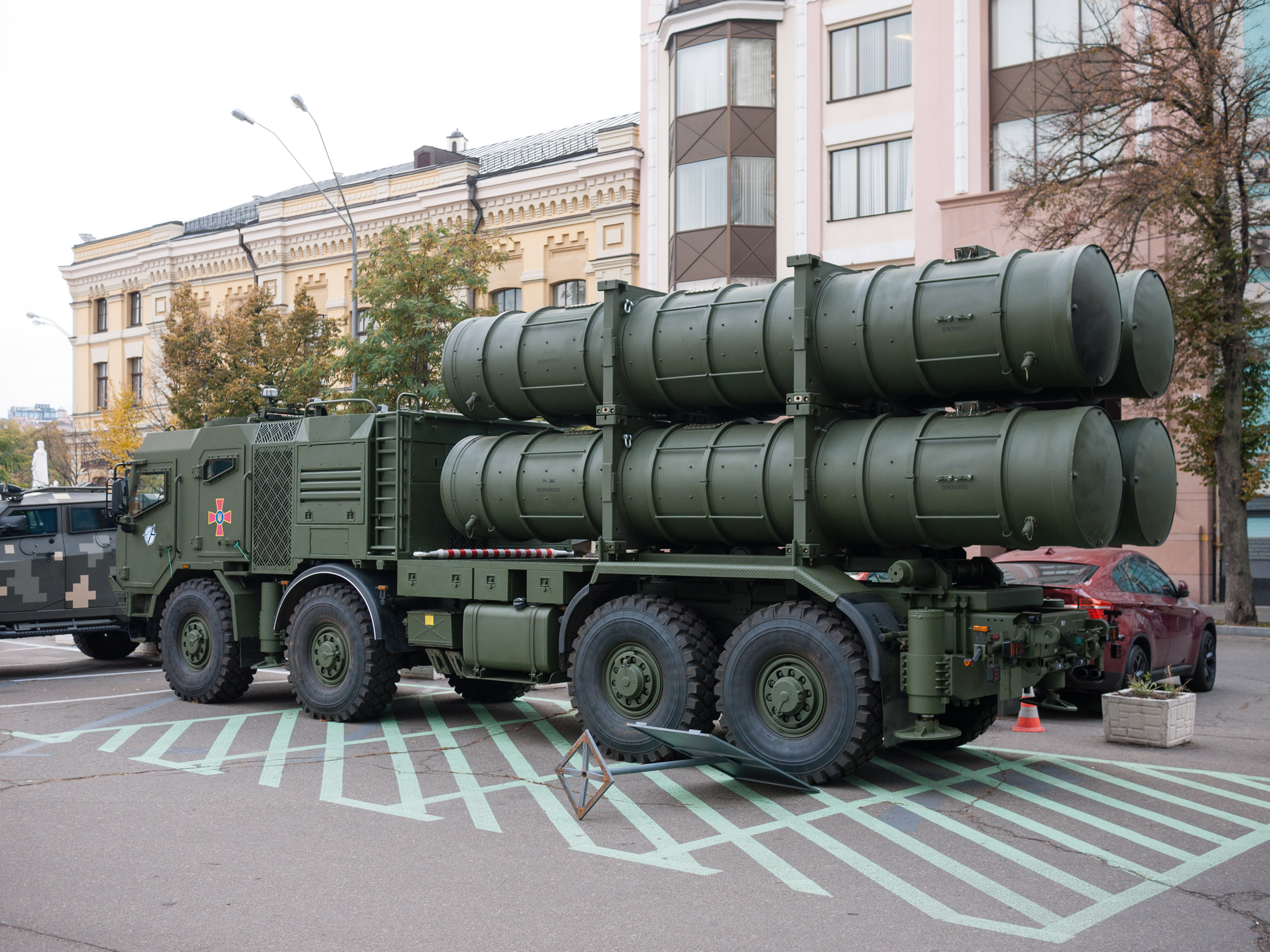
Пускова на шасі Tatra 815-7, 2021 рік

Уніфікована пускова установка УСПУ-360 призначення для розміщення, тимчасового зберігання, транспортування, підготовки до пуску та пуску ракет Р-360. Комплекс «Нептун» включає в себе 6 пускових установок, які забезпечують можливість залпу відразу 24 крилатих ракет по різних цілях з інтервалом пусків у залпі від 3 до 5 сек.
Екіпаж пускової установки відповідає за вихід на задану позицію, розгортання на ній та контроль роботи всіх систем ракети Р-360. На робочих моніторах комплексу оператор відстежує роботу численних систем ракет, починаючи від запису бойового завдання до остаточної готовності до пуску. У штатному режимі кнопку «пуск» натискає оператор на командному пункті дивізіону, проте для забезпечення 100 % безперебійної роботи комплексу конструктори ДККБ «Луч» передбачили і інший режим роботи. Наприклад, якщо зв'язок з командним пунктом дивізіону втрачено, то передати бойове завдання та команди для ракет, може інший — вищий командний пункт. Для цього кожна пускова установка обладнана системою супутникового зв'язку. Таким чином, здійснювати пуск «Нептуна» можуть навіть з Генерального штабу у Києві. Такий підхід дозволяє створити надійну систему управління комплексом, здатну працювати в реальних бойових умовах, включаючи масштабне використання противником засобів радіоелектронної боротьби.
У листопаді 2020 року на зустрічі з блогерами Головнокомандувач Збройних Сил України генерал-полковник Руслан Хомчак повідомив, що надалі пускова установка буде розміщена на шасі виробництва чеської фірми Tatra. Спочатку як шасі було використане КрАЗ-7634НЕ, яке було дообладнане на підприємстві «Українська бронетехніка».

#### Машини підтримки

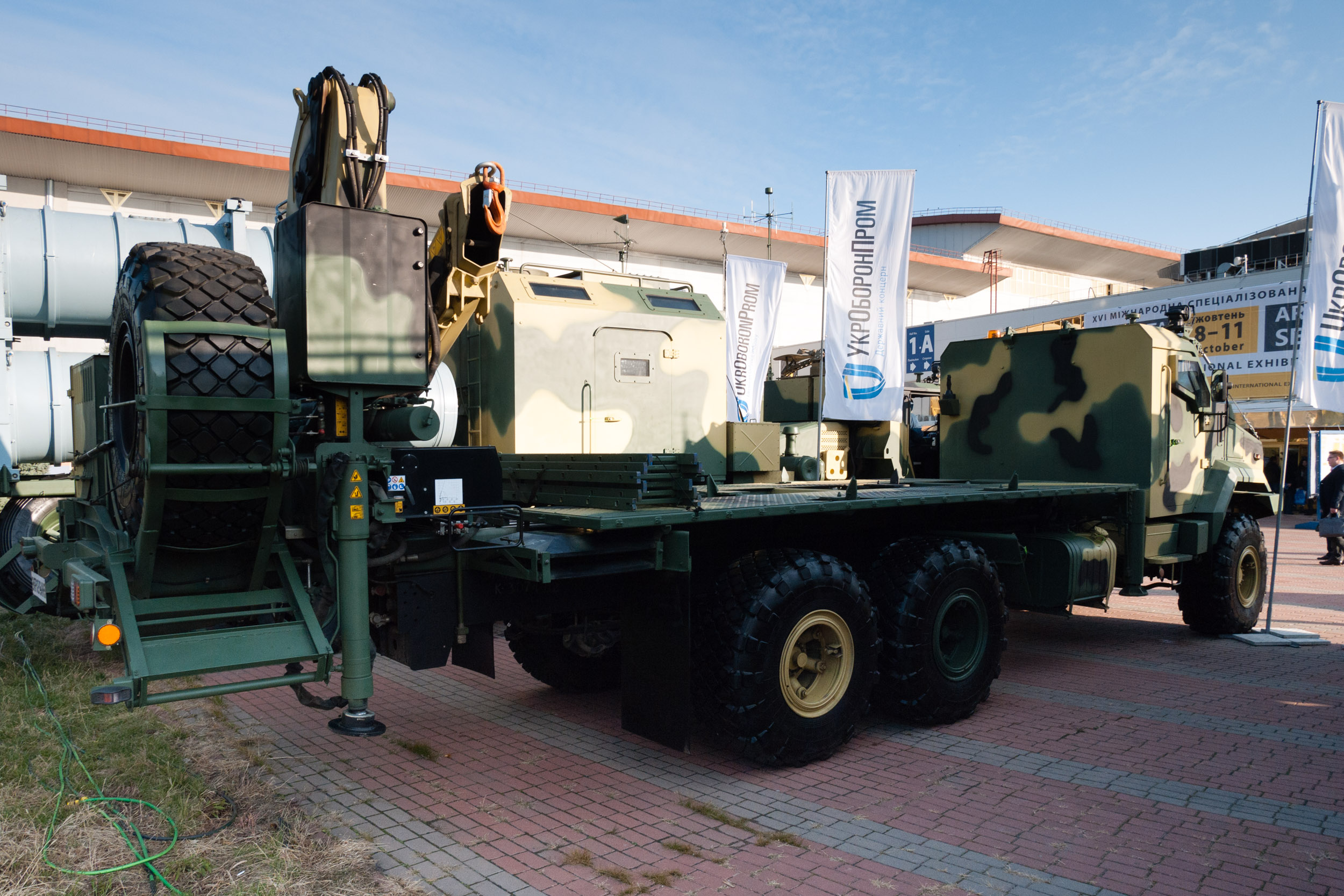
Транспортно-заряджальна машина на шасі КрАЗ-6322, 2019 рік
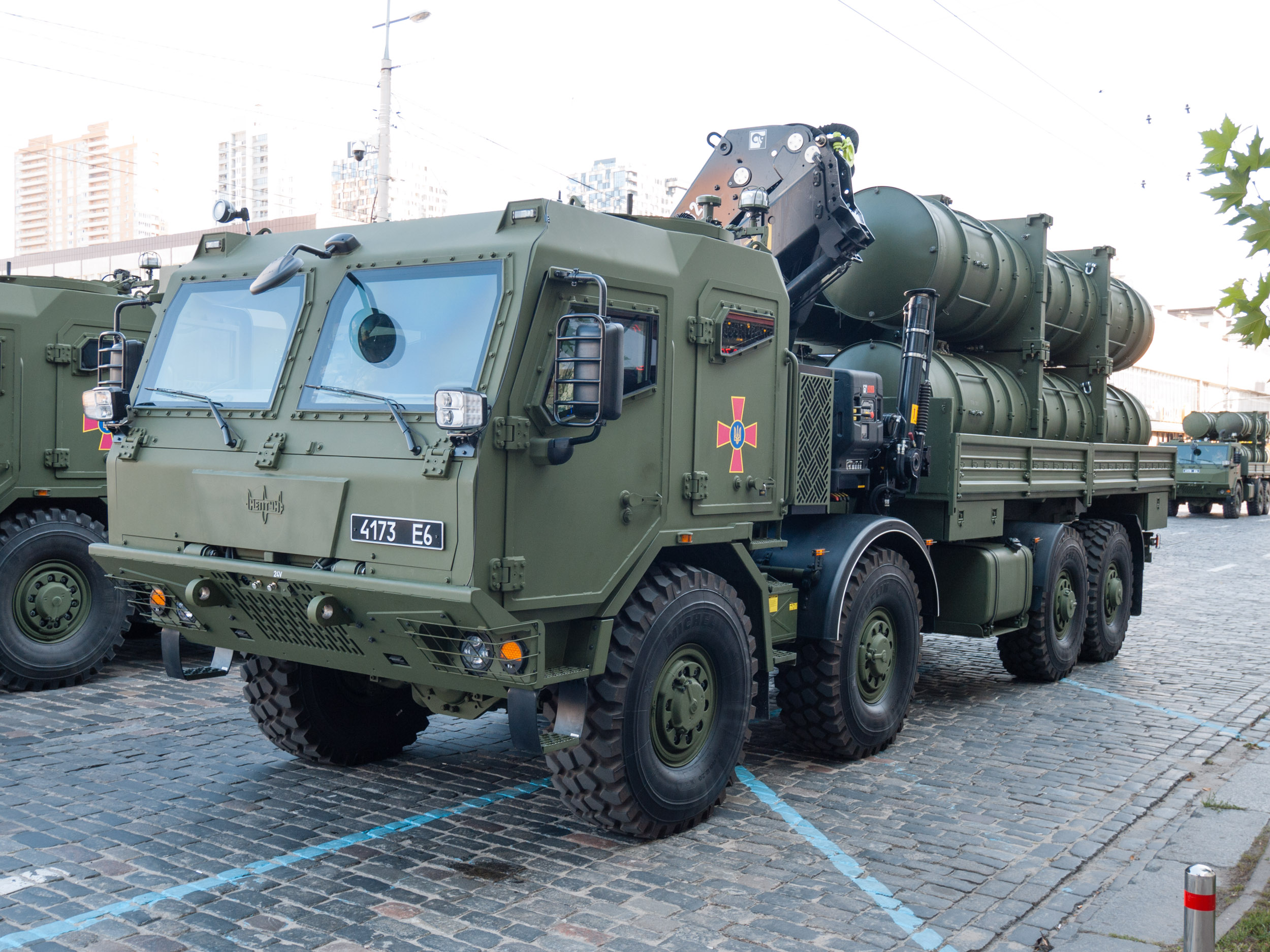
ТЗМ з краном-маніпулятором першого серійного комплексу на шасі Tatra 815-7, 2021 рік
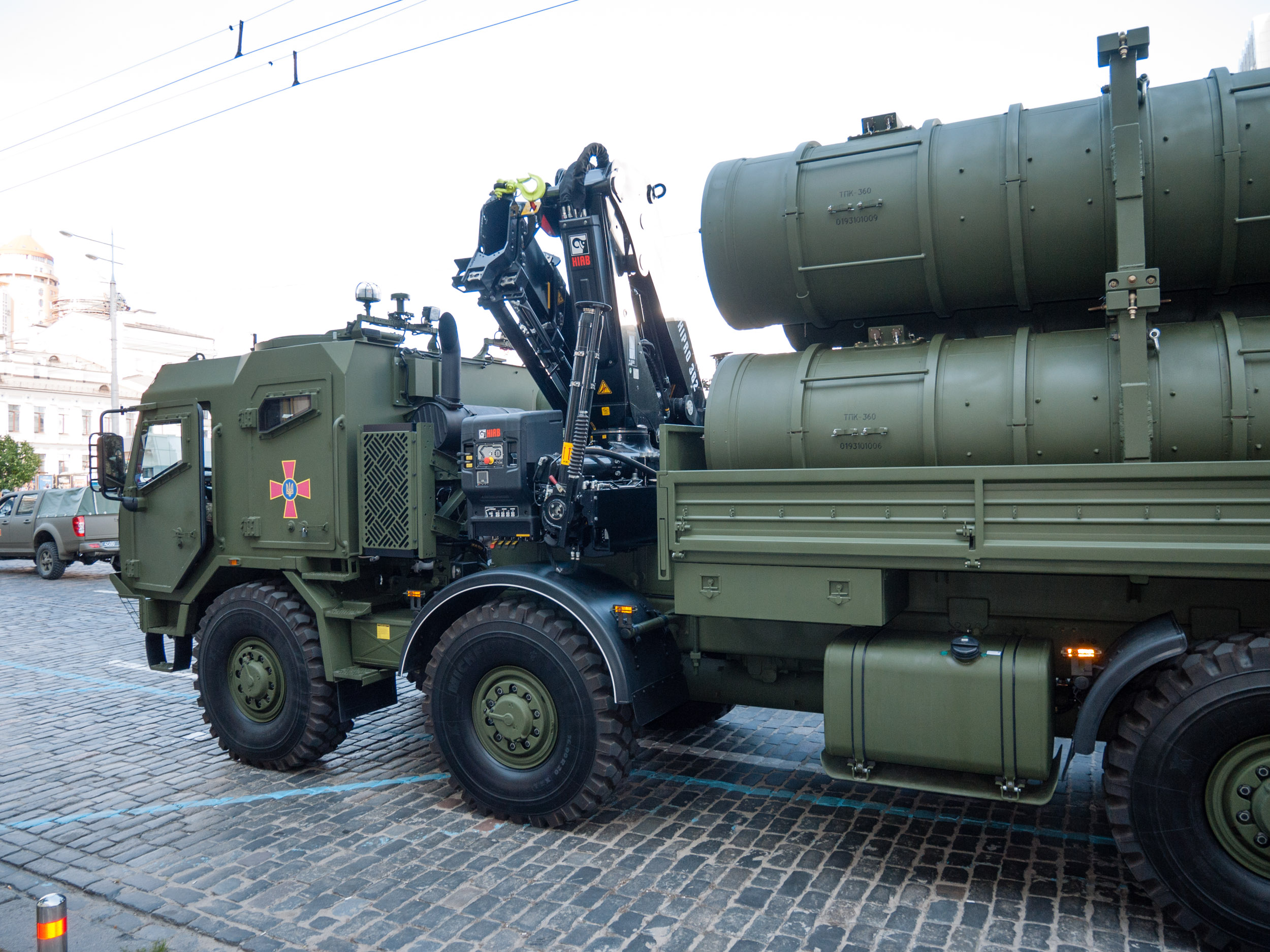
Кран-маніпулятор
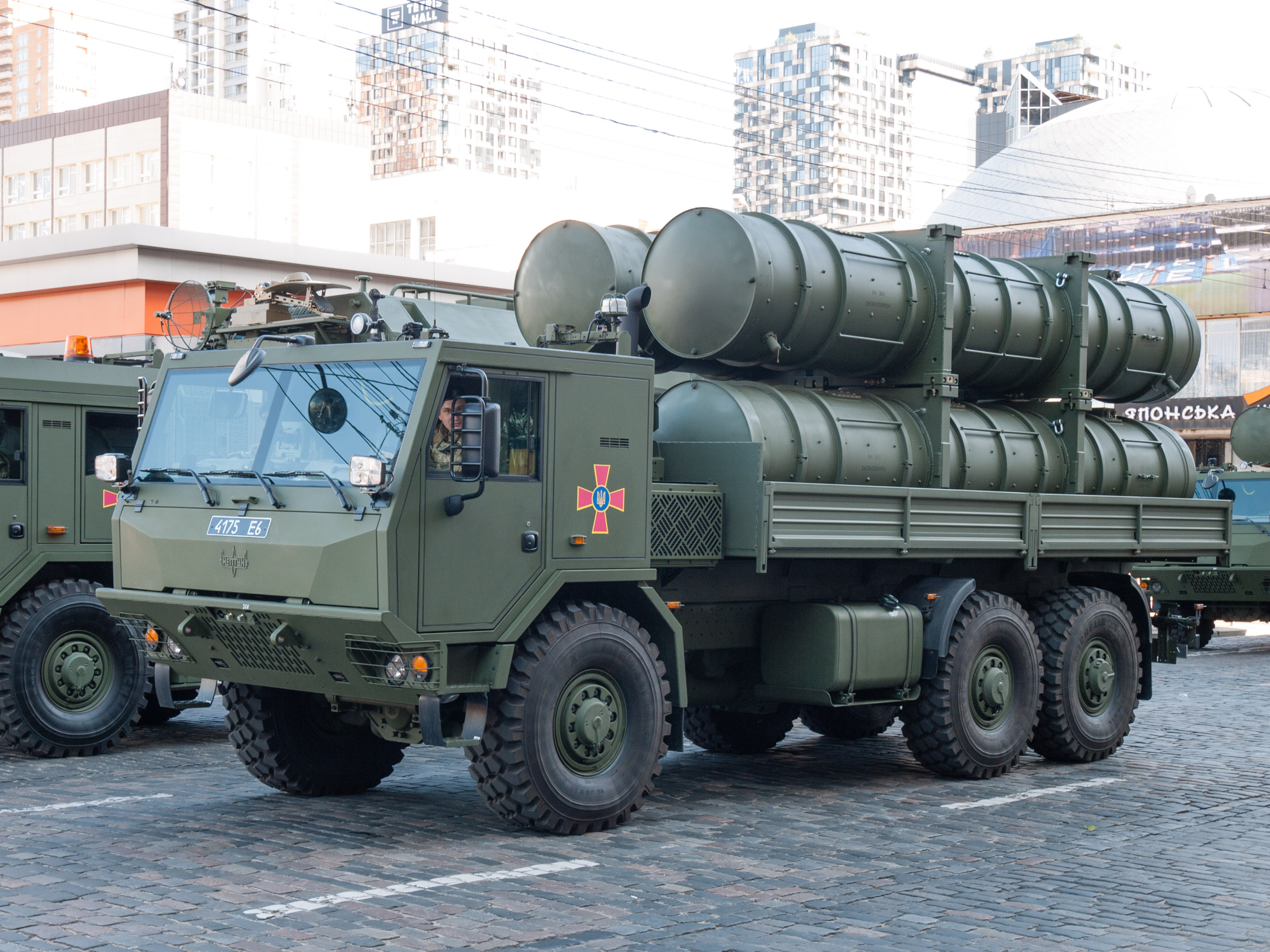
Транспортна машина на шасі Tatra 815-7, 2021 рік

Транспортно-заряджальна машина ТЗМ-360 призначена для розміщення, тимчасового зберігання, транспортування та перевантаження чотирьох контейнерів ТПК-360 з ракетами Р-360. Час розгортання — до 10 хвилин. Час перевантаження — до 20 хвилин. Обслуга — 3 особи.
Транспортна машина ТМ-360 призначена для розміщення, тимчасового зберігання та транспортування контейнерів ТПК-360 з ракетами Р-360.
Після пуску, за допомоги транспортної заряджальної машини ТЗМ-360, здійснюється перезаряджання пускової установки. ТЗМ-360 здійснює перевезення додаткових чотирьох контейнерів з ракетами Р-360 та має спеціальний маніпулятор, яким вона знімає відстріляний контейнер та замінює його на новий. Водночас, ще чотири контейнери розміщені на транспортній машині ТМ-360. У відповідності до складу дивізіону, на кожну з шести пускових установок «Нептуна» приходиться по одній транспортно-заряджальній та транспортній машині. Завдяки цьому на озброєнні одного дивізіону перебуває одразу 72 крилаті ракети Р-360.

### Взаємодія з іншими системами
Інформаційна система забезпечення ситуаційної обізнаності «Дельта» була розроблена волонтерами «Аеророзвідки» для потреб ЗСУ. Згодом система була інтегрована з інформаційною системою командного пункту «Нептун». Система має розмежування доступу відповідно до протоколів НАТО, тому кожен користувач маючи відповідний рівень доступу володіє своєю частиною цього продукту. Станом на початок 2021 року «Дельта» була єдиною системою в ЗСУ, що вже 2 роки поспіль брала участь у навчаннях НАТО з тестування інформаційних систем CWIX 2019, CWIX 2020 і доводила взаємосумісність і реалізацію стандартів НАТО по обміну оперативною обстановкою. «Дельта» стала системою висвітлення підводної і надводної обстановки. Завдяки «Дельті» підрозділи ССО пройшли сертифікацію на сили швидкого реагування НАТО. Система постійно вдосконалюється і бере участь у міжнародних навчаннях Sea Breeze, Rapid Trident та ін., де демонструє не тільки технічну відповідність стандартам, а й спроможність забезпечити операційні процеси для досягнення ситуаційної обізнаності.

## Тактико-технічні характеристики
Комплекс РК-360 МЦ має такі заявлені розробником тактико-технічні характеристики:
- Дальність стрільби: від 7 до 280 км.
- Віддаленість стартової позиції від берегової смуги: не більше 25 км.
- Максимальна кількість ракет Р-360 в одному залпі: 24 одиниці.
- Інтервал пуску в залпі: від 3 до 5 сек.
- Час розгортання комплексу на новій позиції: до 10 хвилин.
- Запас руху комплексу суходолом: до 1000 км.
- Кут огляду головки самонаведення ракети: ± 60°.
- Діаметр ракети : 380 мм.
- Вага ракети: 870 кг.
- Вага бойової частини: 150 кг.
- Швидкість ракети: 900 км/год.

## Бойове застосування

### Російсько-українська війна

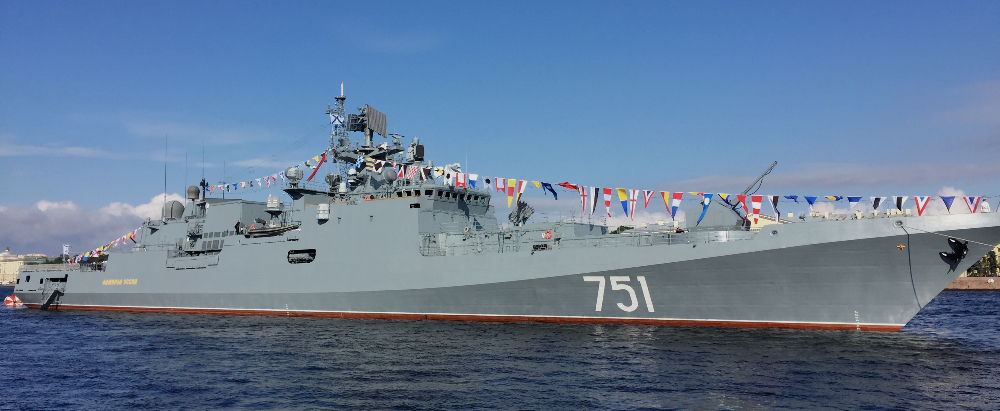
За непідтвердженими даними, фрегат «Адмірал Ессен» став першим кораблем, успішно ураженим (пошкодженим) ракетою «Нептун» 3 квітня 2022 року.

За словами міністра оборони України Олексія Резнікова, встановлені на вкрадених росіянами бурових платформах «Чорноморнафтогазу» комплекси радіоелектронної боротьби служили для росіян прикриттям їх надводних кораблів від системи наведення українських берегових ракетних комплексів «Нептун».
За непідтвердженими даними видання «Думская» 3 квітня 2022 року РК «Нептун» було вражено російський фрегат проєкту 11356Р «Адмірал Ессен». Судно зазнало значних пошкоджень. За словами Олександра Турчинова, протиракетні засоби ворожого корабля зафіксували загрозу удару лише при підльоті ракети. Опісля вони відкрили загороджувальний вогонь, проте навіть обстріляна українська ракета завдала кораблю значних пошкоджень і вивела його з бойової операції.

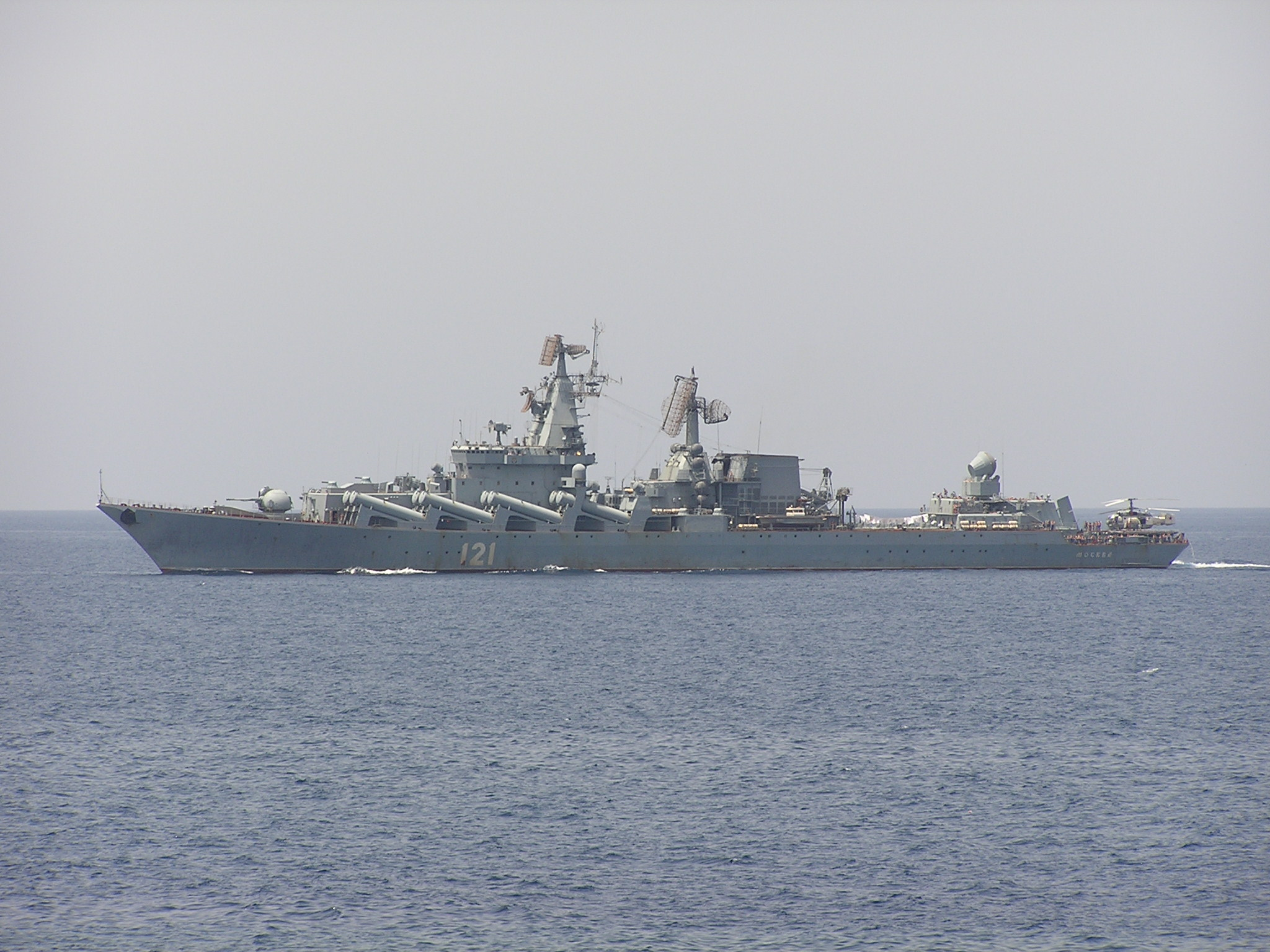
Ракетний крейсер проєкту 1164 «Москва», 2003 рік

Надвечір 13 квітня 2022 року Сили оборони України обстріляли одразу двома ракетами з берегового комплексу «Нептун» ракетний крейсер проєкту 1164 «Москва», флагман Чорноморського флоту РФ. Вибух на кораблі, детонацію боєкомплекту та евакуацію екіпажа (близько 500 моряків та офіцерів) підтвердило Міністерство оборони РФ. Щоправда, оборонне відомство не наважилося назвати причину руйнації «Москви». 14 квітня надійшло підтвердження, що в умовах шторму та внаслідок отриманих ушкоджень корабель пішов на дно.
Українські військові знищили один з шести найбільших кораблів російського флоту. «Москва» стала першим за 40 років потопленим крейсером, після аргентинського ARA General Belgrano, який був потоплений 2 травня 1982 року під час Фолклендської війни. «Москва» стала також першим флагманом російського флоту, знищеним з часів російсько-японської війни. Після потоплення «Москви» у Росії лишилось два кораблі проєкту 1164: «Маршал Устинов» на Північному флоті та «Варяг» — флагман Тихоокеанського флоту.
31 травня 2024 року ЗСУ атакували ракетами Нептун нафтовий термінал російського порту «Кавказ» у Краснодарському краї.
Вночі 14 березня 2025 року у Туапсе стався приліт в нафтопереробний завод. На наступний день Володимир Зеленський повідомив про успішне випробування і бойове застосування ракети "Довгий Нептун" з дистанцією в тисячу кілометрів. Ймовірно, саме цим озброєнням був уражений НПЗ .

## Оператори

### Можливі
- Індонезія — у грудні 2020 року стало відомо, що підписано меморандум про укладення контракту на постачання берегового мобільного ракетного комплексу РК-360МЦ «Нептун»[37].
- Україна — у травні 2019 року Володимир Семенов повідомив, що державне замовлення на протикорабельні крилаті ракети Р-360 складе 120 одиниць.[38] У квітні 2022 року мав надійти на озброєння перший серійний зразок комплексу.

### Україна
30 грудня 2020 року державне Київське конструкторське бюро «Луч» і Міністерство оборони України уклали контракт про постачання до війська у 2021 році берегових комплексів РК-360 МЦ «Нептун» у рамках держоборонзамовлення.
Згідно з контрактом до українського війська надійдуть уніфіковані пускові установки, транспортні та транспортно-заряджаючі машини, а також рухомий командний пункт.
За словами командувача національним флотом Олексія Неїжпапи перший дивізіон берегових протикорабельних комплексів «Нептун» буде передано ВМС ЗС України до квітня 2022-го року. Фінансування закупівлі комплексу РК-360МЦ «Нептун» на 2021 рік склало 720 164,6 тисяч гривень, що за курсом лютого складає $25,9 млн.
На початку 2021 року стало відомо, що ВМС ЗС України створили ракетний дивізіон, що озброїться «Нептуном» — нещодавно один з підрозділів перейшов на штат ракетного дивізіону. Таким чином військова частина готується прийняти перший дивізіонний комплект берегового ракетного комплексу РК-360МЦ «Нептун» цього року. В лютому 2021 року офіцери 406-ї окремої артилерійської бригади, зараховані до новоствореного берегового ракетного дивізіону, вивчали програмне забезпечення комплексу РК-360МЦ «Нептун». Наступний етап підготовки нового підрозділу — виїзд на полігон та проведення стрільб.
15 березня 2021 року 65-й окремий береговий ракетний дивізіон ВМС України отримав дослідні елементи мобільного протикорабельного ракетного комплексу 360МЦ «Нептун». Зокрема, військові отримали командний пункт РКП-360, одну самохідну пускову установку УСПУ-360, транспортно-заряджальну машину ТЗМ-360 і транспортну машину ТМ-360, які використовували для випробувань у 2019—2020 роках. Також були передані макети ракет. Очікується, що штатну техніку дивізіон отримає в 2022 році.
В урочистому заході взяли участь Командування національного флоту на чолі з командувачем ВМС контр-адміралом Олексієм Неїжпапою, представники підприємства-розробника — «Державного Київського конструкторського бюро „Луч“», обласної державної адміністрації та духовенство.
Перші дослідні зразки навчально-бойового комплексу дозволять розпочати практичну підготовку розрахунків дивізіону. Надалі вони чергуватимуть на серійному ракетному комплексі. Очільник КБ «Луч» Олег Коростельов повідомив, що його виробництво вже почалось.
26 січня 2022 року КБ «Луч» розпочало виробництво другого дивізіону берегових протикорабельних комплексів «Нептун».
На той час, станом на січень 2022 року, тривали ходові випробовування пускових установок першого серійного комплексу протикорабельних ракет. Під час цих тестів перевіряється робота гідравліки установки та її систем у зимових польових умовах.
За словами, командувача ВМС ЗС України Олексія Неїжпапи, перший дивізіон берегових протикорабельних комплексів «Нептун» мав бути переданий флоту до квітня 2022-го року.

## Вартість
За словами генерального конструктора бюро «Луч» Олега Коростельова, розробка ракетного комплексу РК-360МЦ «Нептун» включно з крилатою ракетою та всіма машинами обійшлася Україні в ~40 млн доларів.